# Бучачки
Бучачки (укр. Бучачки) — село в Заболотовской поселковой общине Коломыйского района Ивано-Франковской области Украины.
Население по переписи 2001 года составляло 704 человека. Занимает площадь 1,8 км². Почтовый индекс — 78313. Телефонный код — 03476.